# Mecistognatha fuscescens
Mecistognatha fuscescens là một loài bướm đêm trong họ Noctuidae.